# Пол Гаскойн
Пол Гаско́йн (англ. Paul Gascoigne, нар. 27 травня 1967, Гейтсхед) — англійський футболіст, півзахисник. По завершенні ігрової кар'єри — тренер.

## Клубна кар'єра
Вихованець футбольної школи клубу «Ньюкасл Юнайтед». Дорослу футбольну кар'єру розпочав 1985 року в основній команді того ж клубу, в якій провів три сезони, взявши участь у 92 матчах чемпіонату. Більшість часу, проведеного у складі «Ньюкасл Юнайтед», був основним гравцем команди.
Протягом 1988–1992 років захищав кольори команди клубу «Тоттенхем Хотспур».
Своєю грою за останню команду привернув увагу представників тренерського штабу клубу «Лаціо», до складу якого приєднався 1992 року. Відіграв за «біло-блакитних» наступні три сезони своєї ігрової кар'єри.
1995 року уклав контракт з клубом «Рейнджерс», у складі якого провів наступні три роки своєї кар'єри гравця. Граючи у складі «Рейнджерс», також здебільшого виходив на поле в основному складі команди. У складі «Рейнджерс» був одним з головних бомбардирів команди, маючи середню результативність на рівні 0,41 голу за гру першості. За цей час двічі виборював титул чемпіона Шотландії, та по разу Кубок Шотландії та Кубок шотландської ліги.
З 1998 по 2003 рік грав у складі «Мідлсбро», «Евертона», «Бернлі» та китайського «Ганьсу Тьянма».
Завершив професійну ігрову кар'єру у нижчоліговому клубі «Бостон Юнайтед», за команду якого виступав 2004 року.

## Виступи за збірні
Протягом 1987–1988 років залучався до складу молодіжної збірної Англії. На молодіжному рівні зіграв у 13 офіційних матчах, забив 5 голів.
1989 року захищав кольори другої збірної Англії. У складі цієї команди провів 4 матчі, забив 1 гол.
1988 року дебютував в офіційних матчах у складі національної збірної Англії. Протягом кар'єри у національній команді, яка тривала 10 років, провів у формі головної команди країни 57 матчів, забивши 10 голів. У складі збірної був учасником чемпіонату світу 1990 року в Італії та чемпіонату Європи 1996 року в Англії, на якому команда здобула бронзові нагороди.

## Кар'єра тренера
Розпочав тренерську кар'єру невдовзі по завершенні кар'єри гравця, 2005 року, очоливши тренерський штаб клубу «Кеттерінг Таун». Наразі досвід тренерської роботи обмежується цим клубом.

## Статистика виступів

### Статистика клубних виступів
| Сезон   | Клуб                | Чемпіонат | Чемпіонат | Чемпіонат | Національний кубок | Національний кубок | Національний кубок | Континентальні кубки | Континентальні кубки | Континентальні кубки | Supercoppe | Supercoppe | Supercoppe | Усього | Усього |
| Сезон   | Клуб                | Ліга      | Ігор      | Голів     | Ліга               | Ігор               | Голів              | Ліга                 | Ігор                 | Голів                | Ліга       | Ігор       | Голів      | Ігор   | Голів  |
| ------- | ------------------- | --------- | --------- | --------- | ------------------ | ------------------ | ------------------ | -------------------- | -------------------- | -------------------- | ---------- | ---------- | ---------- | ------ | ------ |
| 1984-85 | «Ньюкасл Юнайтед»   | 1Д        | 2         | 0         | КА+КЛ              | 0                  | 0                  | —                    | —                    | —                    | —          | —          | —          | 2      | 0      |
| 1985-86 | «Ньюкасл Юнайтед»   | 1Д        | 31        | 9         | КА+КЛ              | 1+3                | 0                  | —                    | —                    | —                    | —          | —          | —          | 35     | 9      |
| 1986-87 | «Ньюкасл Юнайтед»   | 1Д        | 24        | 5         | КА+КЛ              | 0+2                | 0                  | —                    | —                    | —                    | —          | —          | —          | 26     | 5      |
| 1987-88 | «Ньюкасл Юнайтед»   | 1Д        | 35        | 7         | КА+КЛ              | 3+3                | 3+1                | —                    | —                    | —                    | —          | —          | —          | 41     | 11     |
| Всього  | Всього              | Всього    | 92        | 21        |                    | 4+8                | 3+1                |                      | —                    | —                    |            | —          | —          | 104    | 25     |
| 1988-89 | «Тоттенхем Хотспур» | 1Д        | 32        | 6         | КА+КЛ              | 0+5                | 0+1                | —                    | —                    | —                    | —          | —          | —          | 37     | 7      |
| 1989-90 | «Тоттенхем Хотспур» | 1Д        | 34        | 6         | КА+КЛ              | 0+4                | 0+1                | —                    | —                    | —                    | —          | —          | —          | 38     | 7      |
| 1990-91 | «Тоттенхем Хотспур» | 1Д        | 26        | 7         | КА+КЛ              | 6+5                | 6+6                | —                    | —                    | —                    | —          | —          | —          | 37     | 19     |
| 1991-92 | «Тоттенхем Хотспур» | 1Д        | 0         | 0         | КА+КЛ              | 0                  | 0                  | —                    | —                    | —                    | —          | —          | —          | 0      | 0      |
| Всього  | Всього              | Всього    | 92        | 19        |                    | 6+14               | 6+8                |                      | —                    | —                    |            | —          | —          | 112    | 33     |
| 1992-93 | «Лаціо»             | A         | 22        | 4         | КІ                 | 4                  | 0                  | —                    | —                    | —                    | —          | —          | —          | 26     | 4      |
| 1993-94 | «Лаціо»             | A         | 17        | 2         | КІ                 | —                  | —                  | КУЄФА                | —                    | —                    | —          | —          | —          | 17     | 2      |
| 1994-95 | «Лаціо»             | A         | 4         | 0         | КІ                 | —                  | —                  | КУЄФА                | —                    | —                    | —          | —          | —          | 4      | 0      |
| Всього  | Всього              | Всього    | 43        | 6         |                    | 4                  | 0                  |                      | —                    | —                    |            | —          | —          | 47     | 6      |
| 1995-96 | «Рейнджерс»         | ШПЛ       | 28        | 14        | КШ+КШЛ             | 4+3                | 3+1                | ЛЧ                   | 7                    | 1                    | —          | —          | —          | 42     | 19     |
| 1996-97 | «Рейнджерс»         | ШПЛ       | 26        | 13        | КШ+КШЛ             | 1+4                | 0+1                | ЛЧ                   | 3                    | 1                    | —          | —          | —          | 34     | 17     |
| 1997-98 | «Рейнджерс»         | ШПЛ       | 20        | 3         | КШ+КШЛ             | 3+0                | 0+0                | ЛЧ                   | 5                    | 0                    | —          | —          | —          | 28     | 3      |
| Всього  | Всього              | Всього    | 74        | 30        |                    | 8+7                | 3+4                |                      | 15                   | 2                    |            | —          | —          | 114    | 39     |
| 1997-98 | «Мідлсбро»          | 1Д        | 7         | 0         | КА+КЛ              | 0+1                | 0+0                | —                    | —                    | —                    | —          | —          | —          | 8      | 0      |
| 1998-99 | «Мідлсбро»          | ПЛ        | 26        | 3         | КА+КЛ              | 1+2                | 0+0                | —                    | —                    | —                    | —          | —          | —          | 29     | 3      |
| 1999-00 | «Мідлсбро»          | ПЛ        | 8         | 1         | КА+КЛ              | 1+2                | 0+0                | —                    | —                    | —                    | —          | —          | —          | 11     | 1      |
| Всього  | Всього              | Всього    | 41        | 4         |                    | 2+5                | 0+0                |                      | —                    | —                    |            | —          | —          | 48     | 4      |
| 2000-01 | «Евертон»           | ПЛ        | 14        | 0         | КА+КЛ              | 0+1                | 0+0                | —                    | —                    | —                    | —          | —          | —          | 15     | 0      |
| 2001-02 | «Евертон»           | ПЛ        | 18        | 1         | КА+КЛ              | 4+1                | 0+0                | —                    | —                    | —                    | —          | —          | —          | 23     | 1      |
| Всього  | Всього              | Всього    | 32        | 1         |                    | 4+2                | 0+0                |                      | —                    | —                    |            | —          | —          | 38     | 1      |
| 2001-02 | «Бернлі»            | 1Д        | 6         | 0         | КА+КЛ              | 0+0                | 0+0                | —                    | —                    | —                    | —          | —          | —          | 6      | 0      |
| 2003    | «Ганьсу Тьянма»     | 1Л        | 4         | 2         | КА                 | 0+0                | 0+0                | —                    | —                    | —                    | —          | —          | —          | 4      | 2      |
| 2004-05 | «Бостон Юнайтед»    | ФЛ2       | 7         | 0         | КА+КЛ              | 0+1                | 0+0                | —                    | —                    | —                    | —          | —          | —          | 8      | 0      |
| Усього  | Усього              | Усього    | 378       | 83        |                    | 65                 | 25                 |                      | 79                   | 26                   |            | 15         | 2          | 481    | 110    |

## Титули і досягнення

### Командні
- Чемпіон Шотландії (2):

«Рейнджерс»: 1995-96, 1996-97
- Володар Кубка Шотландії (1):

«Рейнджерс»: 1995-96
- Володар Кубка шотландської ліги (1):

«Рейнджерс»: 1996-97

### Особисті
- Молодий гравець року за версією ПФА: 1988
- Символічна збірна чемпіонату світу: 1990
- Гравець року за версією ШПФА: 1996
- Гравець року за версією ШАФЖ: 1996
- Член Зали слави англійського футболу: 2002
- Член Зали слави «Рейджерса»: 2006